# De Hoeksteen (Dussen)

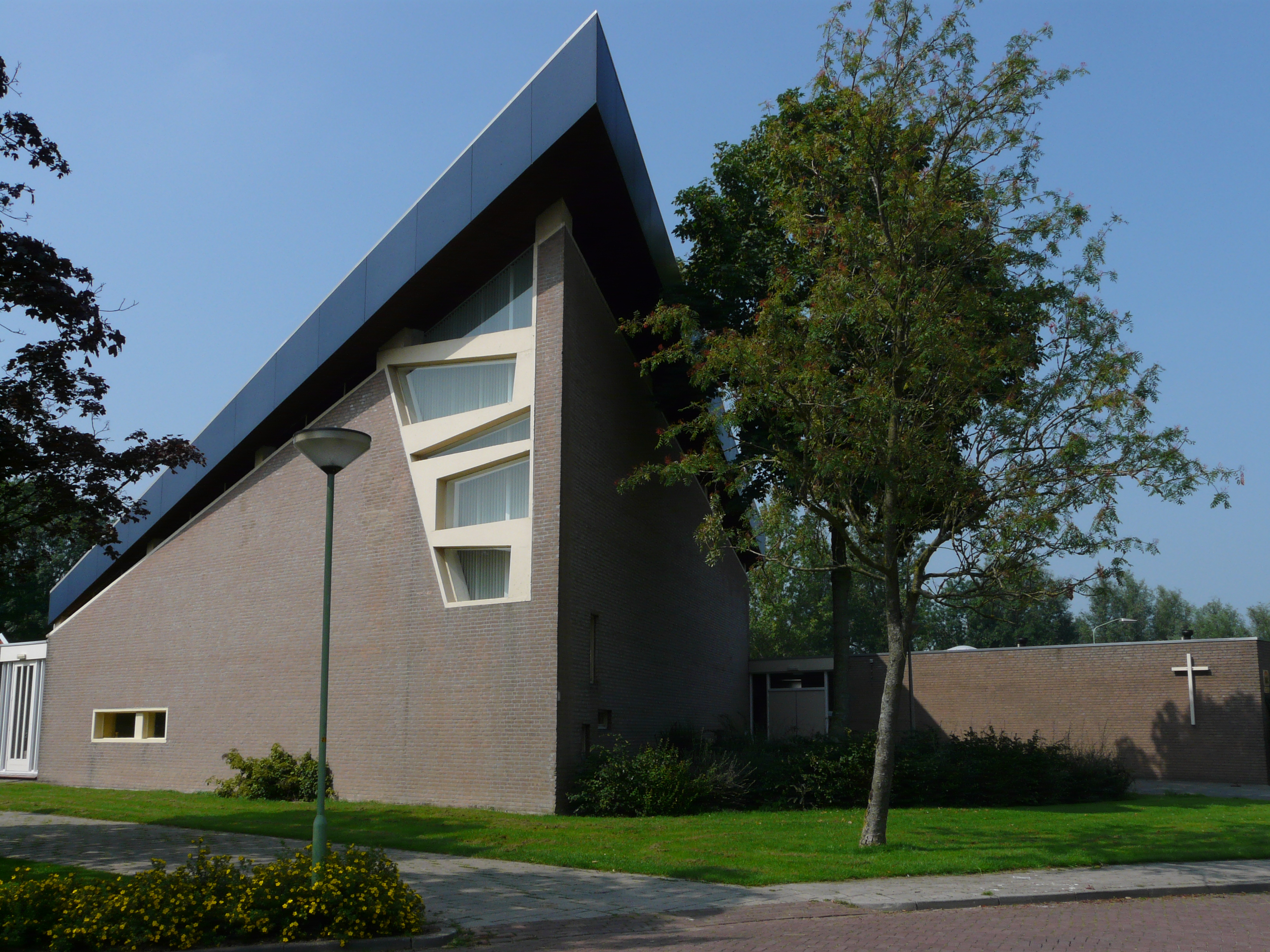
De Hoeksteen

De Hoeksteen is een Gereformeerd kerkgebouw in de tot de Noord-Brabantse gemeente Altena behorende plaats Dussen, gelegen aan de Van der Dussenlaan 37.

## Geschiedenis
De eerste afgescheidenen in Dussen bestonden sinds 1835. Zij kerkten in Genderen of Almkerk. In 1840 stichtten de afgescheidenen uit Dussen en een aantal omliggende dorpen een eigen gemeente. Zij kochten een huis te Meeuwen dat tot een kerkje werd verbouwd.
In 1863 werd Dussen een zelfstandige kerkelijke gemeente. Men kerkte in een schuur en op deze plaats, Muilkerk 16, werd in 1870 een kerkgebouw gesticht. In 1892 trad het kerkgenootschap toe tot de Gereformeerde Kerken in Nederland. Het kerkje werd gesloopt nadat in 1968 een nieuw kerkgebouw in gebruik werd genomen dat ontworpen is door Wouter Ingwersen.
Vanaf 2004 ging de kerk verder als kerk van de Protestantse Kerk in Nederland met Gereformeerde signatuur.

## Gebouw
Het betreft een bakstenen kerkgebouw in de stijl van het naoorlogs modernisme. Typerend zijn het steil aflopende platte dak en de boegvormige achtergevel waarin vensters van glas in beton zijn opgenomen. De kerk kreeg de naam De Hoeksteen. Het orgel is van 1869 en werd gebouwd door de firma Reil.